# باکیت سارسکبایف
باکیت سارسکبایف (قزاقی: Бақыт Әбдірахманұлы Сәрсекбаев؛ زادهٔ ۲۹ نوامبر ۱۹۸۱) بوکسور اهل قزاقستان است.
وی در مسابقات کشوری و بین‌المللی در مجموع برنده ۶ مدال طلا و ۱ مدال برنز شده‌است.